# Trichadenia
Trichadenia es un género de plantas de plantas fanerógamas con dos especies de arbustos perteneciente a la familia de las achariáceas

## Especies seleccionadas
- Trichadenia philippinensis
- Trichadenia zeylanica